# Don't Go (canção)
"Don't Go" é uma canção da banda britânica de synth-pop Yazoo, lançado em 1982 como o segundo single de seu álbum de estreia, Upstairs at Eric's. Lançada em 1982, a canção alcançou o terceiro lugar no UK Singles Chart, tornando-se o segundo hit top 5 de Yazoo no Reino Unido. Nos Estados Unidos, onde a banda era conhecida apenas como Yaz, a música foi seu segundo grande sucesso na parada de dance americana, onde passou duas semanas no primeiro lugar em outubro de 1982. Além disso, a canção conseguiu alcançar o top 5 na Bélgica (1°), Holanda, França, Alemanha, Irlanda, Suécia e Suíça. A canção também vendeu mais de 515.000 cópias só na França.
O videoclipe da música apresenta os membros da banda Alison Moyet e Vince Clarke em uma espécie de mansão mal-assombrada com Clarke escalado no papel de Victor Frankenstein. Ian Birch do Smash Hits considerou "Don't Go" um "sucessor afiado" de "Only You". Ele comentou: "Vince extrai uma canção excelente de seu sintetizador enquanto Alf equilibra seu clipe metálico com um vocal profundo e cheio de emoção que fica melhor a cada audição". A canção voltou a entrar no UK Dance Chart em 13 de dezembro de 2009 no número 30, chegando ao número 15 em 2 de janeiro de 2010.